# 馬庫斯·亨里克森
馬庫斯·亨里克森（挪威語：Markus Henriksen；1992年7月25日—）是一位挪威足球運動員，在場上的位置是中後衛。他也代表挪威國家足球隊參賽。